# Schloss Lehenhof

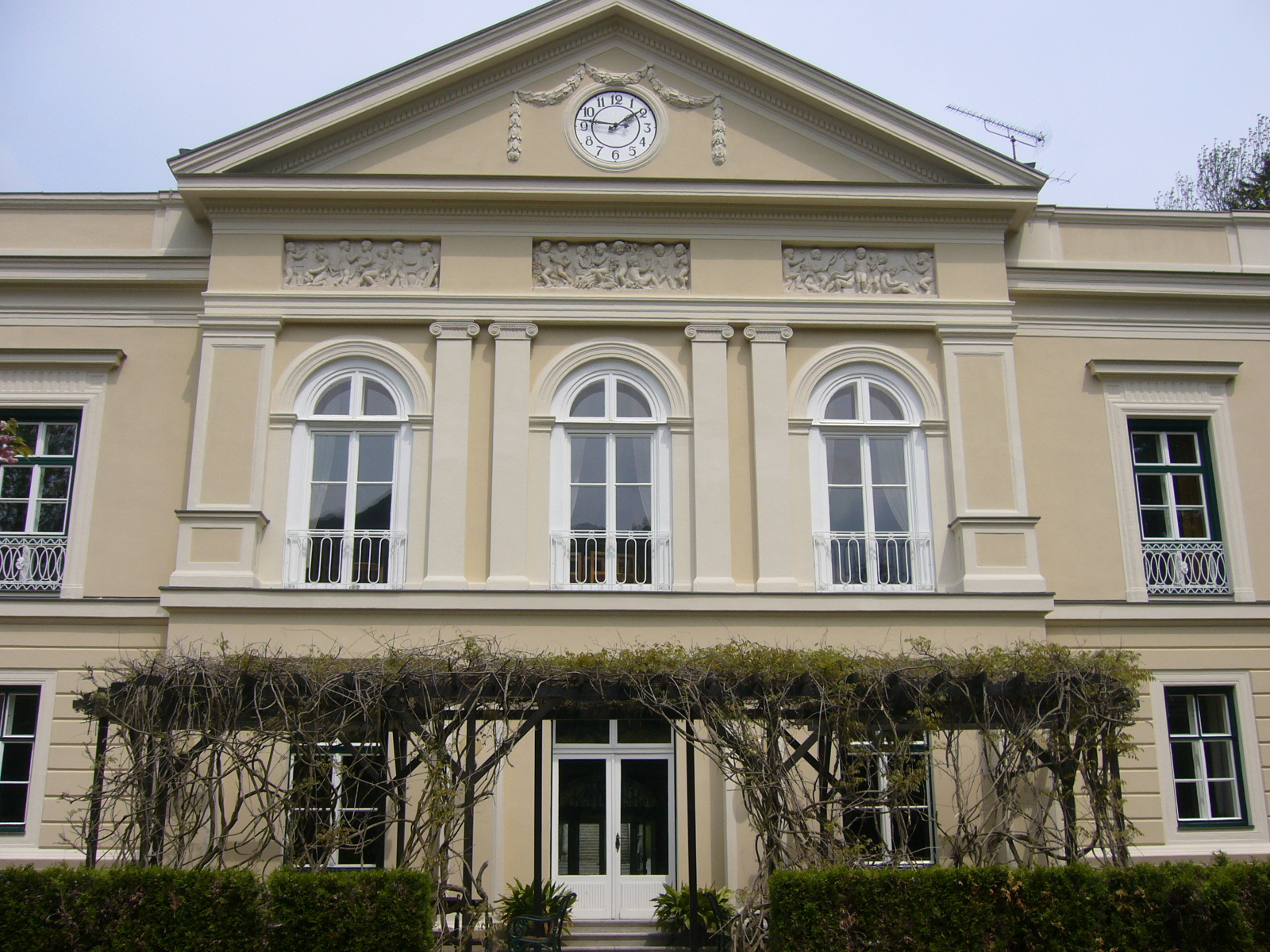
Lehenhof

Das Schloss Lehenhof, auch Villa Almasy, und sein 25,4 Hektar großes Anwesen liegen auf einer Terrasse über dem Tal im Weiler Hochbruck in der Stadtgemeinde Scheibbs im Bezirk Scheibbs in Niederösterreich. Das Schloss steht unter Denkmalschutz (Listeneintrag).
Das zwischen 1835 und 1840 von Graf Almásy erbaute Schloss war Sommersitz des Dichters Albrecht von Wickenburg und seiner Ehefrau Wilhelmine, geborene Gräfin Almásy. Nachdem es um 1912 im Besitz von Albert von Ettingshausen gekommen war, war es von 1925 bis 1939 an den Möbelhersteller Thonet verpachtet, der darin ein Musikzimmer mit dem Hauptwerk von Josef Maria Auchentaller sowie mit Mobiliar von Otto Wagner, Marcel Kammerer und Otto Prutscher einrichtete. Thonet-Mundus war zu diesem Zeitpunkt der größte Möbelhersteller der Welt.

## Geschichte
Der Lehenhof (auch Strudenlehen genannt) wird als Gehöft bereits 1336 urkundlich erstmals erwähnt und lag nordwestlich des Schlosses, wo per 2020 ein Tennisplatz bestand. Das heutige Schlossgebäude wurde in den Jahren 1835 bis 1845 in der Zeit des Biedermeier errichtet, zur selben Zeit wie das benachbarte Töpperschloss und das am Hang gegenüber liegende Schloss Ginselberg. Danach diente es unter dem Namen Villa Almasy als Sommersitz des Schriftsteller-Ehepaars Albrecht von Wickenburg und seiner Gattin Wilhelmine, die als Gräfin Almásy geboren wurde.
Um 1912 gehörte das Schloss dem österreichischen Physiker Albert Freiherr von Ettingshausen. Dieser ließ das Gebäude renovieren und die Fassade der Hauptfront neoklassizistisch verändern. Die spätere Eigentümerin, Baronin Anniebel Freifrau von Leitenberger (Anna Isabella Freifrau Berger von Waldenegg, Freiin von Leitenberger), verpachtete Schloss Lehenhof an den bekannten Möbelfabrikanten Victor Thonet, der dort ein reges Kulturleben betrieb. 1934 errichtete Thonet am Gelände eine Schlosspension, vermutlich aus wirtschaftlichen Gründen. Am 1. Mai 1939 wurde es von der Gemeinde Wien von Anniebel von Leitenberger als Kindererholungsheim angekauft. Dennoch wurde die Villa 1945 von der russischen Besatzungsmacht als Deutsches Eigentum beschlagnahmt und zum Teil verwüstet. Nach Abzug der Russen übernahm die Republik Österreich die Anlage und verpachtete sie an das Wiener Jugendhilfswerk. Das Anwesen ging in das Eigentum der Stadt Wien über. Seit 2010 stand die Villa leer. 2021 wurde das Anwesen für 2,16 Millionen Euro versteigert. Neue Eigentümer ist die Schloss Lehenhof Besitz GmbH & Co KG, Gesellschafter sind je zur Hälfte Gerhard Aigner und Gerhard Buchinger. Während der Ukraine-Krise 2022 wird die Villa als Flüchtlingsunterkunft genutzt.

## Beschreibung

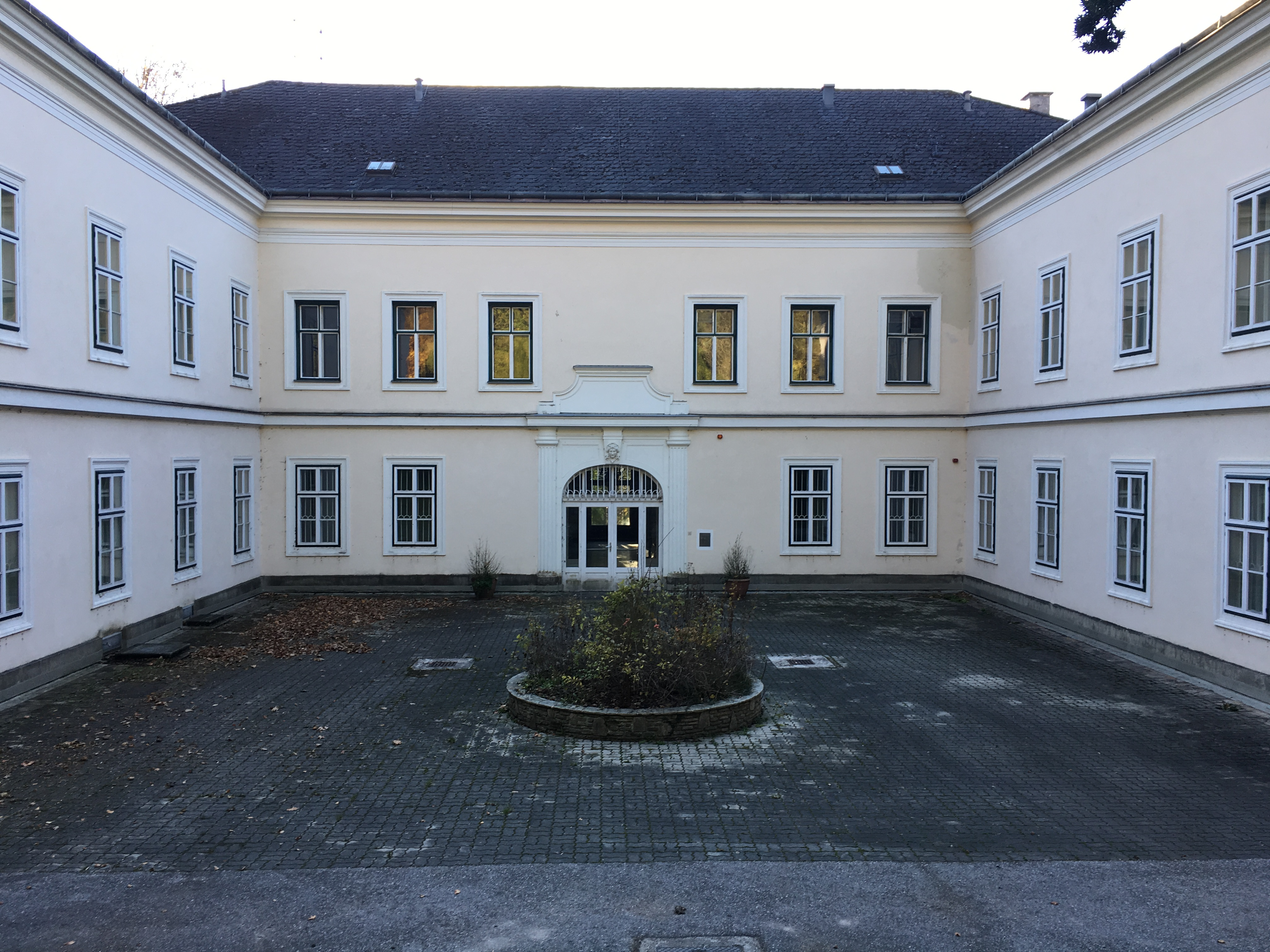
Ehrenhof des Lehenhof

Das hufeisenförmig angelegte Schloss Lehenhof liegt auf einer Hangterrasse in einer Engstelle des Erlauftales neben der Bundesstraße. Es handelt sich um eine dreiseitige Anlage, deren Ehrenhof zur Bergseite hin geöffnet ist. Die drei Gebäudeflügel sind mit Walmdächern versehen. Die zweigeschoßige Hauptfassade im Westen ist talwärts gerichtet. Sie ist neunachsig, wobei auf den Mittelrisalit drei Fensterachsen entfallen. Dieser ist durch seinen neo-klassizistischen Dreiecksgiebel besonders hervorgehoben. Das Giebelfeld zeigt eine von Girlanden umrahmte Uhr. Darunter befinden sich hohe Fenster mit halbrunden Oberlichten. Sie sind durch Doppelpilaster getrennt. Ihnen vorgesetzt war ein von Pfeilern gestützter Balkon. Er wurde 1965 abgebrochen. Über den Obergeschoßfenstern sind drei große Reliefs eingemauert, die spielende und musizierende Putten zeigen. Der Haupteingang liegt an der Hofseite des Haupttraktes. Es handelt sich dabei um ein Korbbogenportal, das mit einem Maskenschlussstein sowie mit einem von Pilastern gestützten Stuckfeldaufsatz geschmückt ist. Die beiden Seitentrakte sind relativ einfach gehalten. Ihr einziger Schmuck ist ein umlaufender Sims, der die beiden Geschoße optisch trennt. Die Seitentrakte sind an der Hofseite fünfachsig. Ihre Stirnseiten weisen pro Geschoß nur zwei Fenster auf. Vier toskanische Säulen tragen im Vestibül eine Kassettendecke. Das Stiegenhaus ist mit neoklassizistischem Dekor ausgestattet. Die Innenräume sind zweckmäßig eingerichtet. Das Schloss ist von einer gepflegten Parkanlage und einigen Sportstätten umgeben. Eine Freitreppe führt zu einem Brunnenbecken vor dem Gebäude.

## Thonet 1925–1939

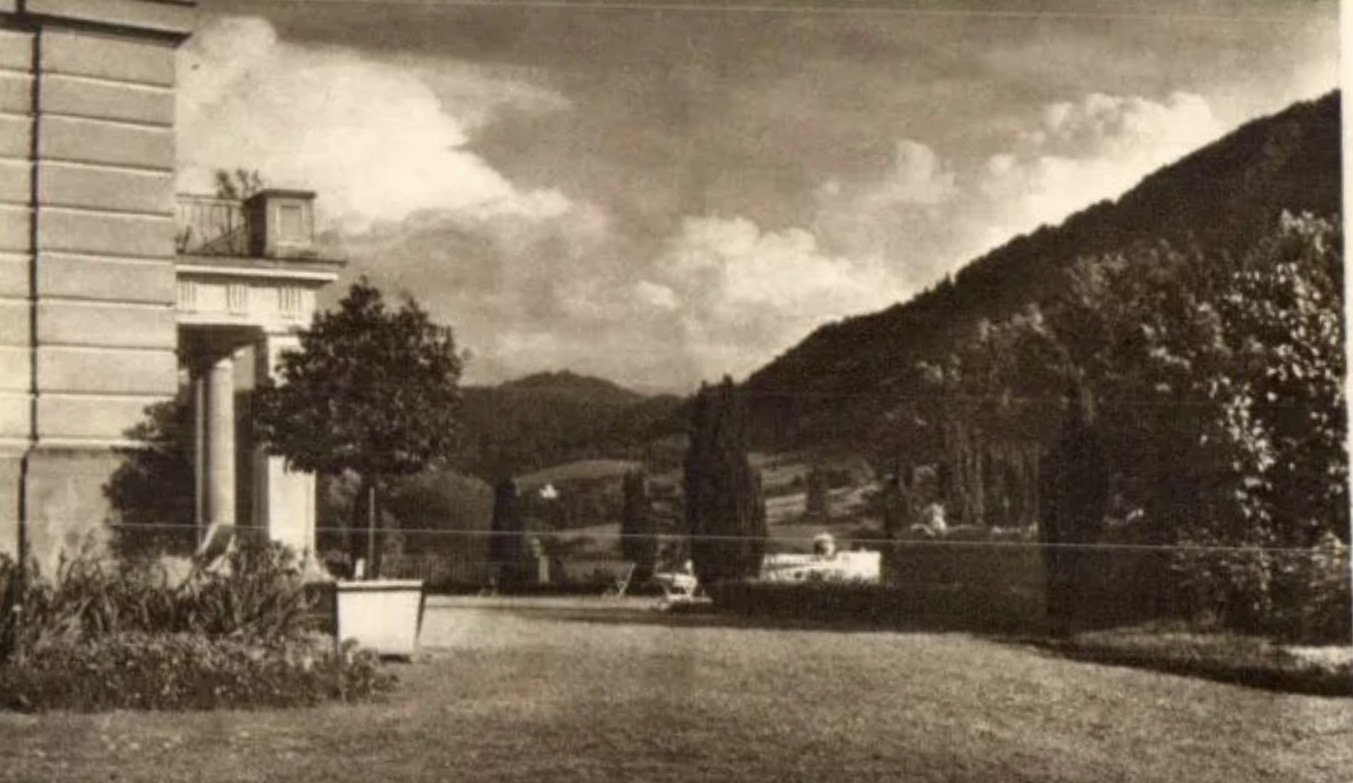
Veranda um 1920 zur Zeit Thonets. Der Balkon links wurde später abgebrochen

Um 1903 heiratete Victor Thonet, Sohn von Jakob Thonet aus der Möbeldynastie, in Bystritz (Mähren) Martha, die Tochter des Wiener Schmuckfabrikanten Georg Adam Scheid. Durch diese Heirat wurde der Grundstein für die exklusive Bildersammlung von Josef Maria Auchentaller gelegt. Das Hauptwerk Auchentallers, die acht Ölbilder für das Musikzimmer in der Villa Scheid (1898/99), ist komplett erhalten und wurde in der späteren Folge öfters umgesiedelt. Durch den Verkauf der Villa Scheid im Wiener Cottage um 1911 wurden die Bilder abmontiert und zuerst in ein anderes Haus des Schmuckfabrikanten Georg Adam Scheid übersiedelt. Später, ab 1921, gingen sie dann in den Besitz der Thonets in Bystritz über, die aber ihrerseits bereits 1925 wieder übersiedelten und zwar nach Scheibbs in Niederösterreich. Dort wurden die Werke Auchentallers dann wieder in einem eigenen Musikzimmer repräsentativ platziert.
Das Schloss Lehenhof zu Zeiten Thonets war ein herrschaftliches Gebäude mit Park, Gärtnerei, Glashäusern und einer großen Landwirtschaft. Die Bibliothek im Schloss Lehenhof wurde mit Stücken des Architekten und Otto-Wagner-Schülers Marcel Kammerer eingerichtet, der von der Firma Thonet exklusiv beschäftigt wurde. Für eine große Ausstellung in London 1906 entwarf Kammerer die meisten der in der Bibliothek untergebrachten Möbelstücke. Als Einzelanfertigungen verblieben sie in Besitz von Victor Thonet, der für die Produktion verantwortlich gewesen war. Ein Teil davon befindet sich heute noch in der Victor & Martha Thonet Sammlung.
Im Garten des Schlosses Lehenhof wurde eine Bronzebüste von Peter Breithut aufgestellt. Breithut, ein österreichischer Goldschmied, Medailleur und Maler, schuf diese Bronzebüste während seines Paris-Aufenthaltes 1913. Um die Totenmaske einer ertrunkenen Schönheit hatte sich damals in den Künstlerkreisen ein richtiger Kult gebildet. Ab 1925 stand die Büste im Garten von Victor Thonets Schloss Lehenhof.

## Musikzimmer mit Hauptwerk Auchentallers
Auchentallers Pastorale-Zyklus hing nur 12 Jahre in der ursprünglich vom Künstler gestalteten Umgebung, der Villa Scheid. 1911 wurde die Villa Scheid verkauft und die Bilder wanderten in das Landhaus Scheid in Maria Enzersdorf. Dort verblieben sie, verkürzt und getrennt gerahmt für weitere 15 Jahre, allerdings ebenfalls in einem Musikzimmer. Als Victor und Martha Thonet von Bystitz in Mähren nach Scheibbs in Schloss Lehenhof übersiedelten, kamen auch die Auchentaller-Bilder dorthin.
Im Gegensatz zu der ursprünglichen Planung Auchentallers in der Villa Scheid, welche die Bilder in einer Vertäfelung verbaute, hingen sie hier frei an den Wänden. Die Wände waren, wie damals üblich, mit Stofftapeten überzogen. Hinter der Sitzgruppe hing links der von seinem zweiten Bild getrennte Sturm und rechts die metaphorische Umsetzung des III: Satzes aus der Pastorale in Auchentallers Malerei: Fröhliches Landleben. Vom Salon der Thonets im Schloss Lehenhof hatten die Besucher einen grandiosen Ausblick in das Musikzimmer auf Auchentallers letztes Bild des Pastorale-Zyklus, das «Vesperläuten». Im Musikzimmer standen ein Steinway und ein Bösendorfer Flügel.
Wolfgang Schneiderhan gab Konzerte im Schloss Lehenhof, der berühmte Pianist Wilhelm Backhaus kam als Gast 1932 an Schloss Lehenhof, ebenso Alfred Gerstenbrand, österreichischer Maler und Karikaturist und ab 1918 Mitglied der Secession. Auch Auchentaller kam oft mit seiner Familie aus Grado auf Besuch an Schloss Lehenhof.

## Trivia
Teile des Mobiliars des Schlosses Lehenhof aus der Zeit Viktor Thonets wurden 2007 im Dorotheum versteigert, darunter Möbel von Otto Wagner, Marcel Kammerer und Otto Prutscher.